# Bernd Strauß
Bernd Strauß (* 1959) ist ein deutscher Sportpsychologe und Hochschullehrer.

## Leben
Strauß studierte von 1979 bis 1987 Psychologie an der Christian-Albrechts-Universität zu Kiel und war danach wissenschaftlicher Mitarbeiter am Institut für Sport und Sportwissenschaft. 1987 erlangte er seinen Diplomabschluss und 1992 seine Doktorwürde (Thema: „Konfundierungen beim Komplexen Problemlösen“), 1998 schloss Strauß bei Herbert Haag seine Habilitation (Thema: „Die Beeinflussung sportlicher Leistungen durch Sportzuschauer“) ab.
1998 trat Strauß eine Professur für Sportpsychologie an der Westfälischen Wilhelms-Universität (WWU) in Münster an. Von 2001 bis 2006 sowie von 2008 bis 2010 hatte er das Amt des Dekans des Fachbereichs „Psychologie und Sportwissenschaft“ inne. 2009 wurde er an der WWU zudem Beauftragter für Spitzensport.
Im Frühjahr und Sommer 2011 weilte Strauß als Gastprofessor an der Universität Wien und im Februar 2015 an der Swinburne University im australischen Melbourne.
Von 2003 bis 2009 war Strauß der Vorsitzende der Deutschen Vereinigung für Sportwissenschaft (DVS) und wurde 2012 mit der Goldenen Ehrennadel der DVS ausgezeichnet. Im September 2019 wurde Strauß zum Ehrenmitglied der Deutschen Vereinigung für Sportwissenschaft ernannt. Im Mai 2013 wurde er zum Vorsitzenden der Arbeitsgemeinschaft für Sportpsychologie in Deutschland gewählt und 2015 sowie 2017 wiedergewählt. Er blieb bis 2021 im Amt.
Von 2001 bis 2004 amtierte Strauß als geschäftsführender Herausgeber der Zeitschrift für Sportpsychologie. Im Mai 2017 wurde er Vorsitzender der PotAS-Kommission (Potenzialanalyse), die vom Deutschen Olympischen Sportbund sowie dem Bundesministerium des Innern als „zentrales Element in der Spitzensportreform“ eingesetzt wurde, um „die Förderwürdigkeit deutscher Sportverbände und Spitzensportler“ zu bewerten. Im August 2017 trat Strauß aus gesundheitlichen Gründen von diesem Amt zurück. Im Juli 2022 wurde Strauß bei der Europäischen Vereinigung für Sportpsychologie Vizepräsident für die Bereiche Forschung und Kommunikation.
Für die Ausrichtung der Tagung anlässlich des 50. Geburtstag der Europäischen Vereinigung für Sportpsychologie im Juli 2019 wurde der Abteilung Sportpsychologie der Westfälischen Wilhelms-Universität unter Strauß’ Leitung im April 2023 der Kongresspreis der Stadt Münster verliehen. Im Mai 2023 wurde Strauß mit der Hermann-Rieder Ehrennadel ausgezeichnet. Die Arbeitsgemeinschaft für Sportpsychologie in Deutschland würdigte auf diese Weise dessen „langjährige Verdienste für die Sportpsychologie“.

### Forschungstätigkeit
Schwerpunkte seiner Forschungstätigkeit sind die Themengebiete „Expertise im Sport“, „Sozialpsychologische Aspekte des Sports“ sowie Forschungsmethoden. Darüber hinaus beschäftigte er sich unter anderem mit Zusammenhängen zwischen Sport und Medien, Sportberichterstattung sowie mit dem Thema Sportzuschauer. Gemeinsam mit Herbert Haag und Michael Kolb gab er im Rahmen der Schriftenreihe „Grundlagen zum Studium der Sportwissenschaft“ 2003 den Band „Datenanalyse in der Sportwissenschaft : hermeneutische und statistische Verfahren“ heraus.
2009 und 2010 leitete er das Forschungsprojekt „Evaluation und Weiterentwicklung des Talentsichtungskonzepts des Deutschen Handball-Bundes“ sowie 2011 „Unterstützung der Talentsichtungsmaßnahmen des Deutschen Handball-Bundes“ Hinzu kamen unter anderen Forschungsprojekte, bei denen Dressurreiter mit Behinderung auf Wettkämpfen (Paralympische Spiele, Weltreiterspiele) sportpsychologisch begleitet wurden.